# 1978年バスケットボール女子アジア選手権
1978年バスケットボール女子アジア選手権（The 7th Basketball Asia Championship for Women）は、マレーシアのクアラルンプールで開催された第7回バスケットボールアジア女子選手権。7月25日から8月5日までの期間で開催された。

## 最終結果
| 順位 | 国           |
| ---- | ------------ |
| 1    | 韓国         |
| 2    | 中国         |
| 3    | 日本         |
| 4    | マレーシア   |
| 5    | 香港         |
| 6    | シンガポール |
| 7    | インドネシア |
| 8    | フィリピン   |
| 9    | スリランカ   |